# Sidon Ebeling
Sidon Valfrid Ebeling, född 4 december 1900 i Holm, död 16 januari 1994, var en svensk idrottsman (långdistanslöpare). Han tävlade för IS Halmia.
Ebeling vann SM-guld på 10 000 m år 1924.